# Ернст Дегнер
Ернст Еуген Вотцлавек (нім. Ernst Eugen Wotzlawek), більш відомий як Ернст Дегнер (нім. Ernst Degner; 22 вересня 1931, Гливиці, Верхня Сілезія — 10 вересня 1983, Арона, Іспанія) — німецький мотогонщик, перший чемпіон світу з шосейно-кільцевих мотогонок серії MotoGP в класі 50сс. Відомий завдяки еміграції на Захід у 1961 році. Виграв перший чемпіонат MotoGP для Suzuki.

## Біографія
Ернст Дегнер був відомим мотогонщиком, що виступав у чемпіонаті світу з шосейно-кільцевих мотогонок MotoGP за східно-німецьку команду MZ у період 1956—1961 років. Він також був професійним інженером, який зіграв важливу роль для розвитку марки. Спортивний департамент команди тоді очолював колишній нацистський інженер Вальтер Кааден, який свого часу на надсекретному полігоні Пенемюнде займався розробкою ракет Фау-1 та Фау-2.
Ернст народився у Гливиці з прізвищем Вотцлавек, але його батько поміняв своє прізвище на німецьке Дегнер. Ще до війни батько помер, і в післявоєнний час Ернст разом з мамою та сестрою переїхав в містечко Луккау на південний схід від Берліна. Через пів року мама померла і Ернст у віці 14 років залишився сиротою.
Він почав свою спортивну кар'єру на початку 1950-х у Східній Німеччині. У 1957 році він виграв національний чемпіонат в класі 125сс на мотоциклі марки MZ, здобувши сім перемог.

### MotoGP
У 1957 році Дегнер дебютував у чемпіонаті світу. У 1959-му він здобув свою першу перемогу на гонках Гран-Прі, вигравши Гран-Прі Націй у Монці в класі 125сс. У наступному році він посів 3 -є місце в загальному заліку того ж класу, поступившись гонщикам MV Agusta Карло Уббіалі та Гарі Хокінгу, здобувши одну перемогу в сезоні на Гран-Прі Бельгії в Спа.
У 1961 році Ернст Дегнер мав реальні шанси на перемогу в класі 125сс чемпіонату світу з MZ. На передостанньому етапі календаря, Гран-Прі Швеції, він міг би отримати титул чемпіона достроково, але у його мотоцикла зламався двигун. Після цієї невдачі він, як і раніше, лідирував у серії перед останньою гонкою сезону, Гран-Прі Аргентини, з двома очками переваги над австралійцем Томом Філлісом на Honda, який йшов другим. Але після гонки Дегнер на автомобілі переїхав у Гедсер, Данія, де сів на пором, на якому потрапив у Західну Німеччину. Звідти він поїхав в Діллінген на франко-німецькому кордоні і зустрівся з дружиною і сім'єю, які вже благополучно втекли до Західної Німеччини.
У листопаді 1961 року японська компанія Suzuki найняла його, і він переїхав у Хамамацу (Японія), щоб виступати за неї у гонках зимою. Дегнер, ймовірно, взяв із собою деяку інформацію про технічні рішення MZ у розробці мотоциклів. Це проклало шлях для японського панування мотогонщиків в наступні десятиліття. За різними джерелами, Ернст прибув на завод Suzuki в Хамамацу під псевдонімом «Євген Мюллер» з Цюриха, можливо, прихопивши з собою деякі запчастини — циліндр, поршень, колінчастий вал та деякі креслення. Він взяв участь у розробці нових мотоциклів Suzuki для участі в класах 50сс та 125сс. Його головним завданням було допомогти створити новий двигун для мотоциклу класу 125сс, який повинен був видавати принаймні 22 кінських сили потужності. Розроблена модель RT125 була точним дзеркальним відображенням двигуна MZ і змогла виробити 24 кінських сил.
У наступному, 1962-у році Ернст Дегнер виграв перший чемпіонат світу в новоствореному 50-кубовому класі, а також перший титул для Suzuki у «Великих призах». У тому сезоні він виступав на мотоциклі, потужність двигуна якого становила лише 8 кінських сил, а максимальна швидкість становила 90 миль за годину при попутному вітрі.
За час своєї спортивної кар'єри, Ернст Дегнер стартував у 59 Гран-Прі, 38 разів підіймався на подіум та здобув 7 перемог у класі 50сс і 8 — у 125сс, встановивши 13 швидких кіл.

### Після гонок
Після завершення гоночної кар'єри його сім'я розпалась; він проживав у Західній Німеччині, працюючи у службі технічної підготовки персоналу дилерського відділення Suzuki.
Швидкий правий поворот на автомотодромі Suzuka Circuit у Японії, був названий «Degner» на його честь. У цьому місці Ернст розбив свій мотоцикл Suzuki під час проведення Всеяпонських змагань в класі 250сс у 1966 році, що поклало кінець його кар'єрі. Багато історичних джерел подають причину присвоєння назви повороту як: «гонщик Дегнер загинув на Suzuka». Насправді ж у аварії він отримав жахливі опіки і згодом став залежним від ліків; можливо, його смерть настала від передозування ними. Він помер при загадкових обставинах на Канарських островахи, 10 вересня 1983 року, маючи лише 51 рік. Протягом багатьох років ходять чутки, що або Ернест Дегнер покінчив життя самогубством, або він помер у результаті пізньої помсти східнонімецької секретної поліції.

## Статистика виступів

### MotoGP

#### У розрізі сезонів
| Сезон  | Клас   | Мотоцикл | Гонки | Перемоги | Подіуми | Очки | Місце |
| ------ | ------ | -------- | ----- | -------- | ------- | ---- | ----- |
| 1957   | 125cc  | MZ       | 1     | 0        | 0       | 1    | 13    |
| 1958   | 125cc  | MZ       | 4     | 0        | 1       | 9    | 7     |
| 1958   | 250cc  | MZ       | 1     | 0        | 0       | 3    | 14    |
| 1959   | 125cc  | MZ       | 3     | 1        | 2       | 13   | 5     |
| 1959   | 250cc  | MZ       | 4     | 0        | 2       | 14   | 4     |
| 1960   | 125cc  | MZ       | 4     | 1        | 3       | 16   | 3     |
| 1960   | 250cc  | MZ       | 2     | 0        | 1       | 5    | 8     |
| 1961   | 125cc  | MZ       | 7     | 3        | 6       | 42   | 2     |
| 1961   | 250cc  | MZ       | 1     | 0        | 0       | 3    | 13    |
| 1962   | 50cc   | Suzuki   | 6     | 4        | 5       | 47   | 1     |
| 1962   | 125cc  | Suzuki   | 2     | 0        | 0       | 5    | 11    |
| 1963   | 50cc   | Suzuki   | 6     | 1        | 6       | 30   | 3     |
| 1963   | 125cc  | Suzuki   | 4     | 1        | 3       | 17   | 6     |
| 1964   | 125cc  | Suzuki   | 2     | 1        | 2       | 12   | 6     |
| 1965   | 50cc   | Suzuki   | 5     | 2        | 4       | 26   | 4     |
| 1965   | 125cc  | Suzuki   | 4     | 1        | 3       | 23   | 4     |
| 1966   | 50cc   | Suzuki   | 1     | 0        | 0       | 3    | 6     |
| Всього | Всього | Всього   | 57    | 15       | 38      | 269  |       |